# Leptis Magna
Leptis Magna ou Lepcis Magna (LPQY en punique ; Νεάπολις ou Neapolis en grec : « Nouvelle ville ») était une des villes importantes de la république de Carthage avant qu'elle ne passe, à l'issue de la troisième guerre punique, sous l'autorité de la République romaine.

## Histoire
La cité a probablement été fondée par les Phéniciens, mais les premières traces d'occupation sont datées du VIIe siècle av. J.-C.
Elle ne prend toute son importance que lorsque Carthage étend sa domination au bassin méditerranéen au IVe siècle av. J.-C. À l'issue de la troisième guerre punique, elle passe sous l'autorité de la République romaine. Cependant, aux alentours de 200 av. J.-C., elle constitue de fait une cité indépendante.
Ce statut prend fin lorsque l'empereur Tibère l'incorpore dans la province d'Afrique. Elle devient alors une des cités les plus influentes d'Afrique du Nord et un important centre de commerce. Devenue municipium en 64/65, elle est élevée au rang de colonie sous le règne de Trajan.
Leptis connaît sa plus grande prospérité quand en 193, un de ses enfants, Lucius Septime Sévère, devient empereur. Il favorise sa ville natale, notamment en bâtissant de somptueux monuments, qui en font l'une des trois plus belles villes africaines, rivalisant avec Carthage et Alexandrie. Il s'y rend certainement avec sa famille en 203, où il est reçu avec faste.
Lors de la crise économique du IIIe siècle, pendant laquelle le commerce décline, rapidement, Leptis Magna perd elle aussi de son importance. Après les destructions causées par le violent tremblement de terre de la période 306-310, puis la dévastation causée le 21 juillet 365 par un autre tremblement de terre d'épicentre en Crète suivi d'un tsunami, la ville est en partie abandonnée. Ce déclin peut également s'expliquer par les attaques des Austuriani (un peuple de Maures de l'extérieur) en 362-365, auxquelles le comte d'Afrique Romanus, responsable de l'armée romaine en Afrique, n'a pas pu répondre. Leptis Magna connaît un faible renouveau sous le règne de Théodose Ier.
En 439, Leptis Magna et le reste des villes de Tripolitaine passent sous le contrôle des Vandales, quand leur roi Genséric prend Carthage aux Romains pour en faire sa capitale. Afin d'éviter que Leptis Magna ne se rebelle contre le nouvel ordre vandale, Genséric ordonne de raser ses murs. 
Bélisaire reprit Leptis Magna pour le compte de Byzance dix ans plus tard, et en 534, il renversa le royaume des Vandales. Leptis devint alors une capitale provinciale de l'Empire byzantin. En 650, les Arabes envahirent à leur tour la Tripolitaine, et la ville fut abandonnée à l'exception d'une garnison byzantine.
Au fil des siècles, le site, oublié, fut enseveli sous les sables. Et ce jusqu'au XVIIe siècle lorsqu'il fut exploité pour ses matériaux. En effet, après le bombardement de Tripoli en 1685 pour combattre la piraterie barbaresque en Méditerranée, Louis XIV exigea le paiement d'une forte rançon que le pacha de Tripoli proposa de payer avec le marbre des ruines de Leptis Magna. Deux traités furent signés entre le roi de France et le pacha de Tripoli en 1693 et 1720, stipulant que « le roi se réserve de prendre à Leptis et dans tout lieu de la régence les colonnes dont il aurait besoin ». Le consul de France nommé par provisions du 14 juillet 1685 à Tripoli, Claude Le Maire, partit à Leptis Magna pour choisir des colonnes de marbre qui pourraient servir dans la construction du château de Versailles. Au total, il en préleva près de 300, notamment du forum sévérien et de la palestre, qui furent envoyées à Toulon en 1688 et 1690 puis acheminées à Paris. Déposées sur un quai de la Seine, près du Louvre, elles ont été utilisées pour diverses constructions ou débitées en morceaux de placage. Quatre colonnes furent mises en place en 1742 dans la Chapelle de la Vierge de l’Église Saint-Sulpice de Paris, où elles se trouvent toujours. Quatre autres furent employées à la même époque dans le jubé de la Cathédrale de Rouen et, après sa destruction en 1884, réemployées pour la construction du musée des Beaux Arts de Rouen. D'autres colonnes furent utilisées pour le grand autel de l'Abbaye de Saint-Germain des Prés (gravure de Lucas, 1717) et se trouvent maintenant dans la grande galerie des peintures du Louvre, où elles ont été transférées à la Révolution après la destruction de cet autel.
En 1817, le consul britannique Warrington persuada le pacha Yousouf Karamanli de lui céder des éléments architecturaux de Leptis Magna (peut-être présentés comme un cadeau du pacha au roi d'Angleterre Georges IV). Il expédia ainsi à Londres une cargaison comportant notamment 22 colonnes de granite, 15 colonnes de marbre, 25 piédestaux, 10 chapiteaux et 10 morceaux de corniche qui furent d'abord entreposés dans la cour du British Museum. Ils servirent ensuite en 1826 à édifier une fabrique en forme de faux temple romain, le "temple d'Auguste", dans le Grand Parc de Windsor, toujours visible sur les bords du lac de Virginia Water.
L'exploration archéologique ne débuta véritablement qu'avec l'arrivée des Italiens au début du XXe siècle.
Aujourd'hui, le site de Leptis Magna constitue l'un des plus impressionnants vestiges de l'Empire romain, classé au patrimoine mondial de l'UNESCO depuis 1982.

## Le port
Le port antique de Leptis Magna est particulièrement bien préservé, au point que certains historiens se demandent s’il a jamais servi. Il est situé à l’embouchure d’un petit cours d'eau, l'oued Lebda, et a sans doute subi un ensablement prématuré en raison de l'édification de quais et entrepôts qui eut pour conséquence d'endiguer les crues de l'oued.
À l’intérieur du port, on distingue très bien les divers quais et en particulier les quais sud équipés de structures qui ont peut-être servi à accueillir des mâts de charge. La face interne du môle comporte deux niveaux : la plate-forme supérieure est en retrait par rapport au soubassement. À son extrémité nord se dressent les ruines massives d'une tour qui contient les vestiges d'un escalier en pierre. Au sud de la tour, se dresse un temple de modestes dimensions ; puis s'aligne une série d'entrepôts faisant face au débarcadère.
Côté nord on trouve le phare et une digue en enrochements posés en vrac sur environ trois cents mètres, ainsi que des structures qui prouvent que des bateaux accostaient sur cette face nord de la côte.
Le bassin interne du port, également connu sous le nom de « cothon », occupe un vaste espace clos dont l'aire totale avoisine les 102 000 m2. Ce plan d'eau, d'une profondeur équivalente à 410 mètres,[réf. nécessaire] se présente sous l'aspect d'un polygone de forme irrégulière.

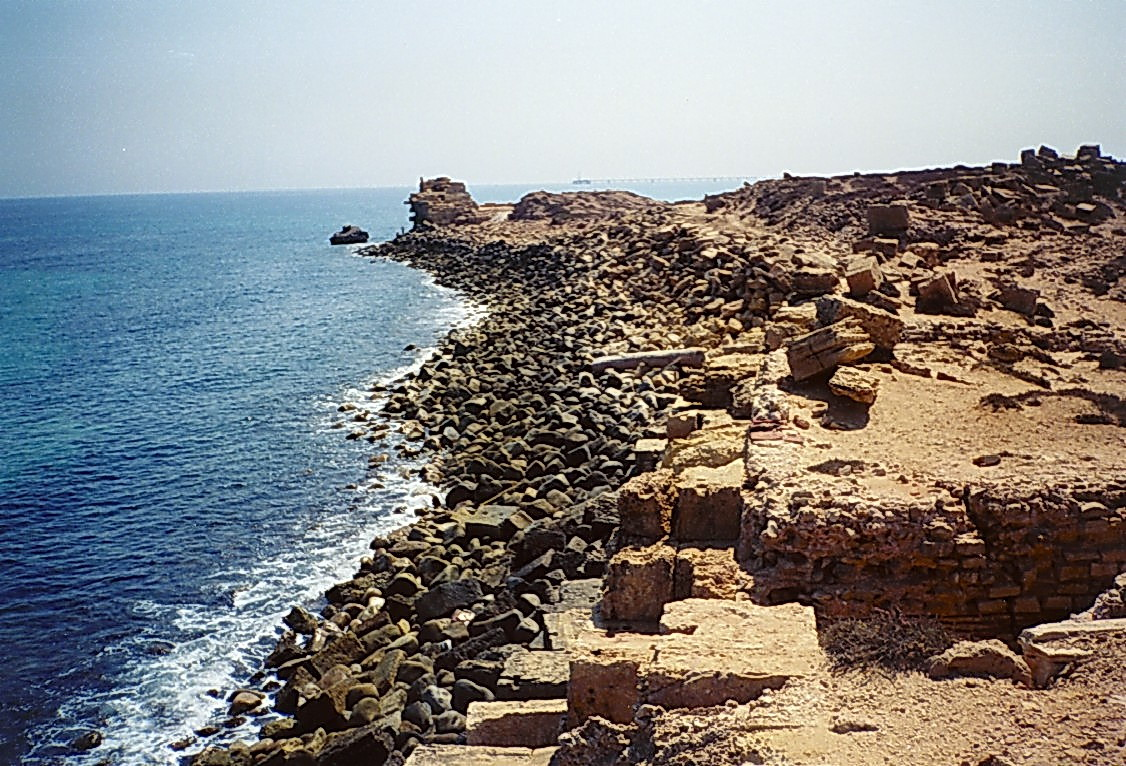
Côte nord et phare (au fond)
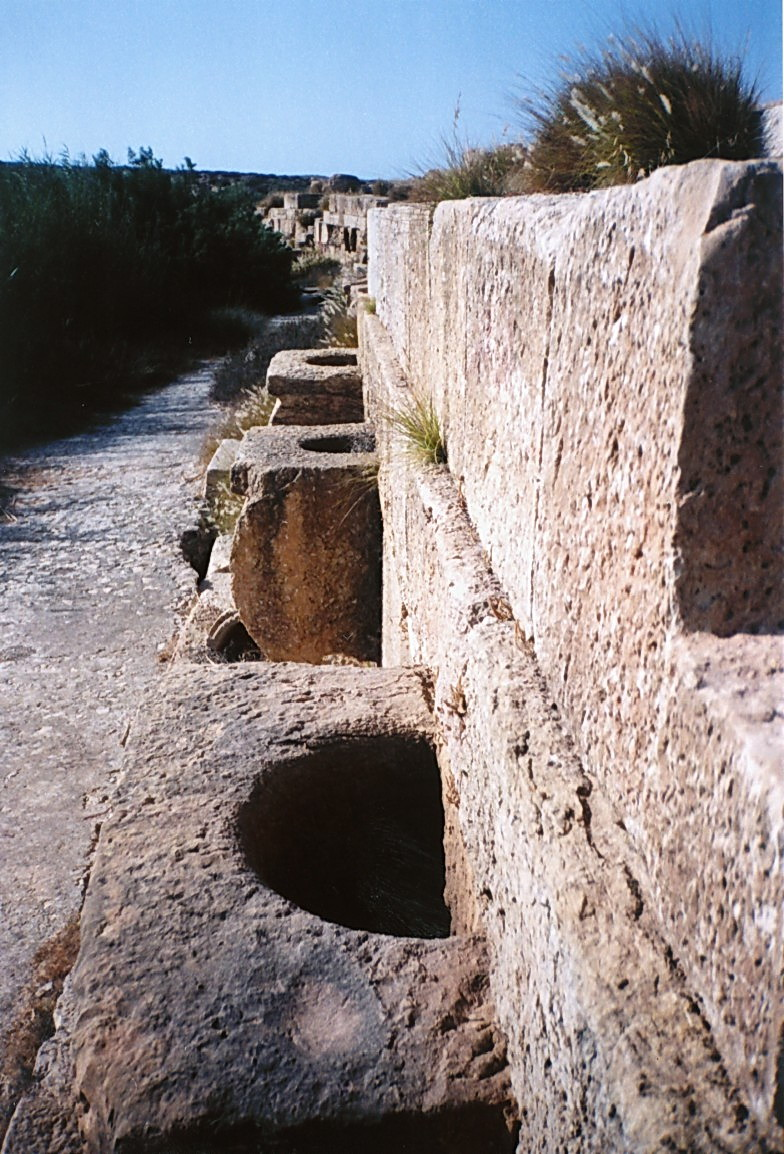
Quai Sud avec anneau pour mât de charge (?)
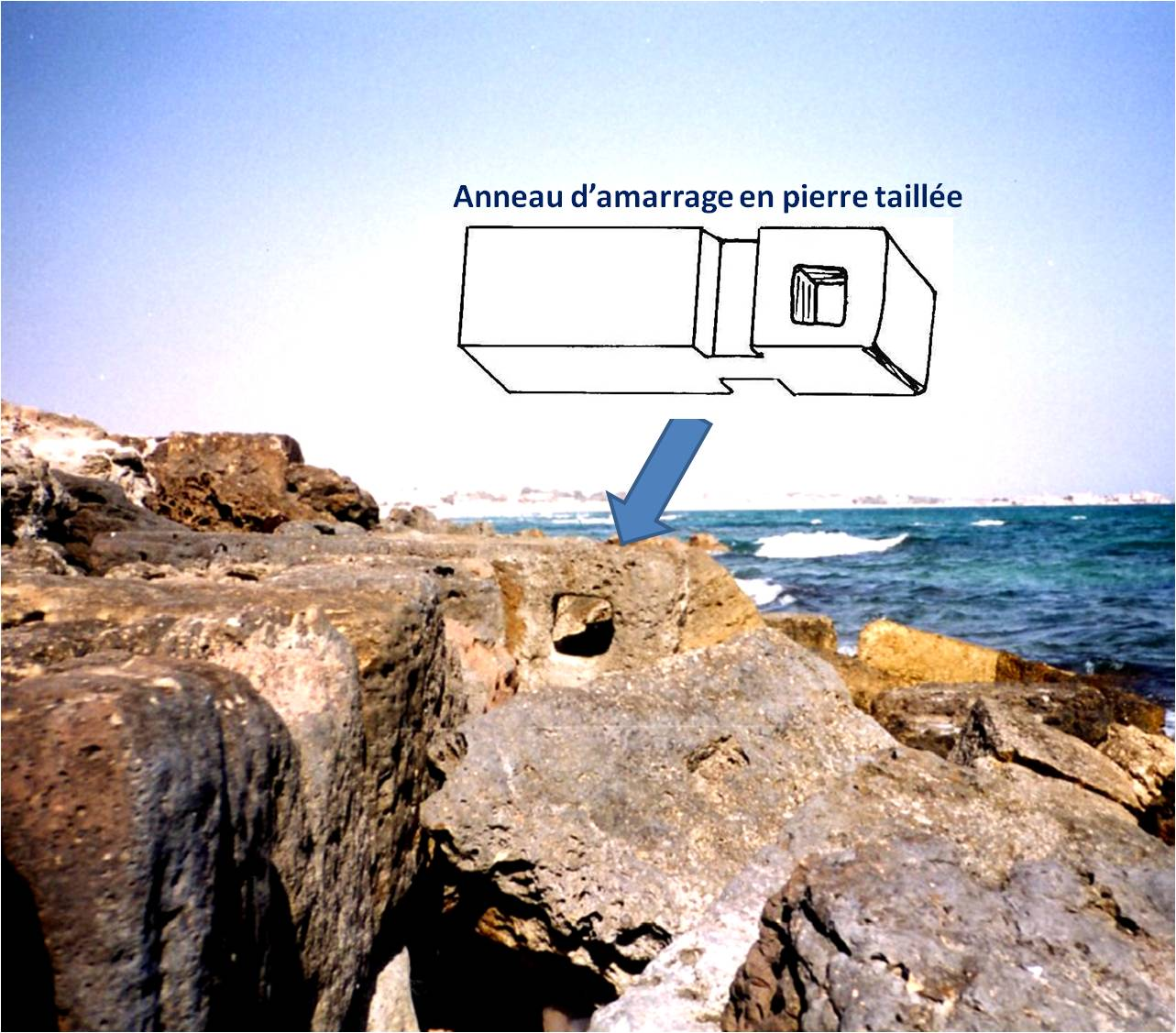
Anneau d'amarrage en pierre taillée sur la côte nord
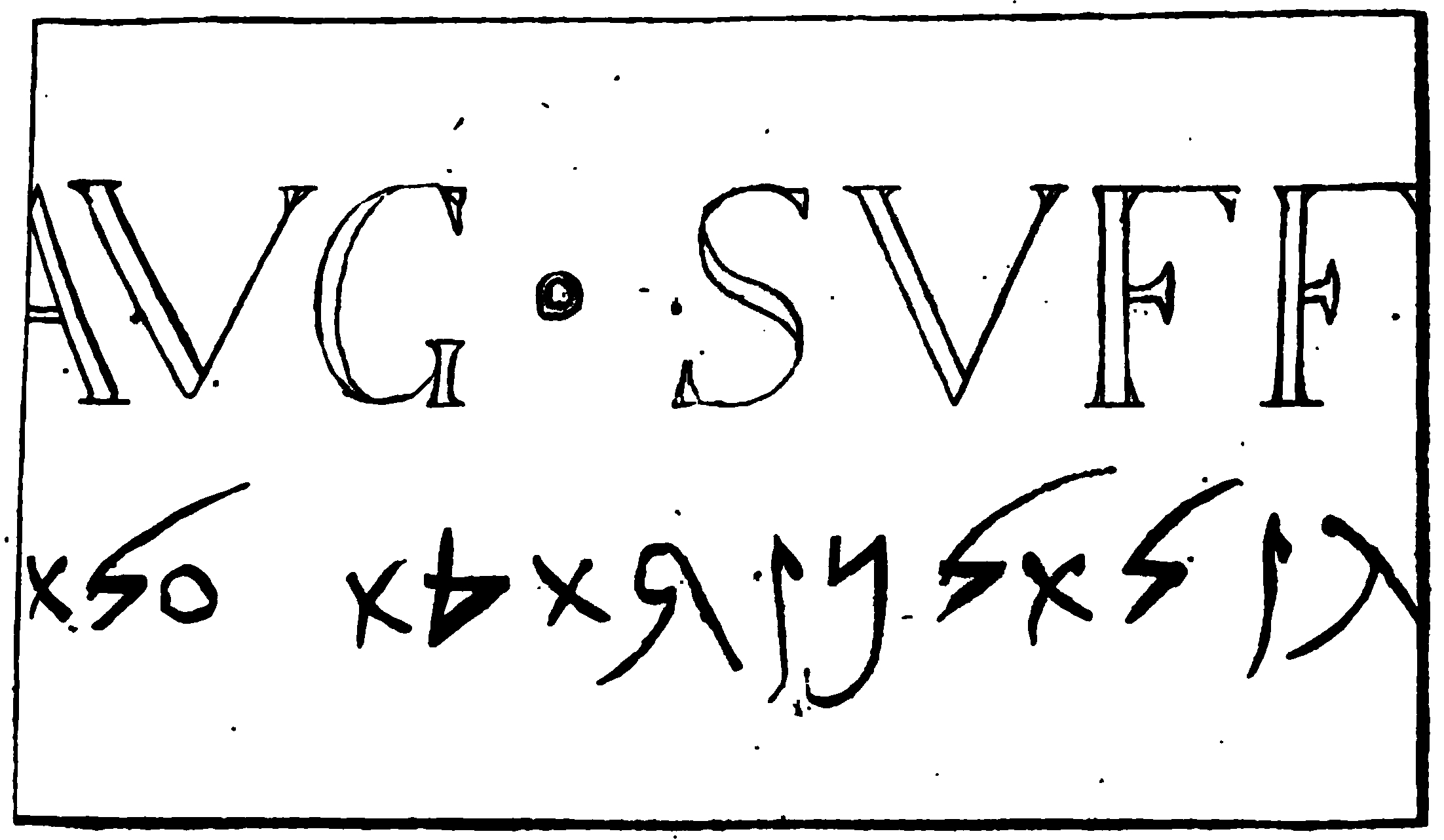
Inscription bilingue mentionnant un suffète anonyme et provenant du temple de Jupiter Dolichenus, dans le port

## Monuments

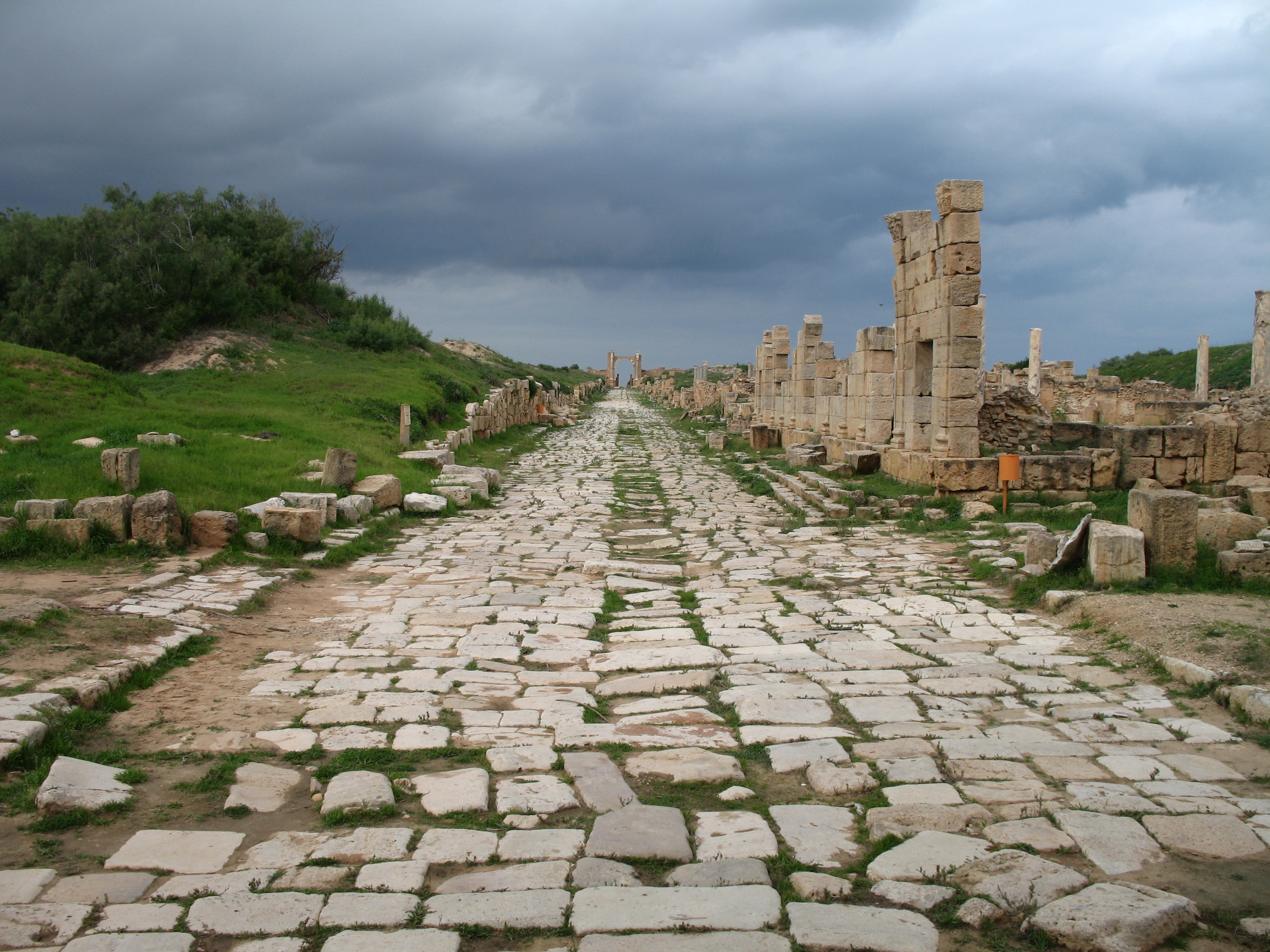
Le decumanus.

Les principaux monuments se regroupent en plusieurs ensembles. En bord de mer, autour de l'ancien forum datant de l'époque pré-romaine, sont distribués les bâtiments officiels des Ier et IIe siècles (basilique civile, curie), les temples (Liber Pater, Rome et Auguste, Magna Mater) et la basilique byzantine, plus tardive, aménagée dans un temple de Trajan. Plus à l'intérieur, à l'ouest de la voie nord-sud ou cardo, un deuxième ensemble regroupe le théâtre, le marché (macellum) et le chalcidicum. Plus au sud, entre le decumanus ou voie est-ouest et l'oued Lebda, se développent les grands thermes de la première moitié du IIIe siècle auxquels s'est ajoutée une grande palestre pour l'exercice physique. Au voisinage des bains, les constructions sévériennes marquent le site par leur ampleur, leur luxe de construction et leur profusion décorative. Une majestueuse avenue à portique relie la place, dominée par le nymphée, au port. Au nord de cette rue, on visite le nouveau forum et une basilique civile à deux absides. À ces travaux, il faut ajouter l'arc des Sévères au croisement des voies majeures de la cité. De l'autre côté de l'oued Lebda, à l'extrémité orientale du site, on découvre l'hippodrome et l'amphithéâtre voisin.

### L'arc de Septime Sévère

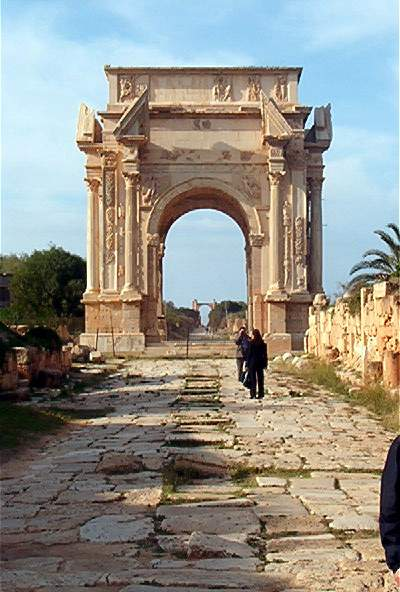
L'arc septimien et le decumanus. En arrière-plan, l'arc d'Antoninus Pius.

À l'intersection du decumanus et du cardo, l'arc de triomphe fut édifié en 203 à l'occasion d'une visite de l'empereur Septime Sévère dans sa ville natale. C'est un arc tétrapyle, c'est-à-dire un arc à quatre portes. C'est le plus grand et le plus beau des arcs de Leptis ou Lepcis Magna qui compte également les arcs d'Antonin le Pieux et de Marc Aurèle sur le Decumanus ainsi que les arcs de Trajan (érigé en 109) et de Tibère (daté de 35) sur le Cardo. Cet arc de 40 m × 40 m pour une hauteur de 20 m possède trois étages. Surélevé de trois marches, il ne permettait pas le passage des chars qui devaient le contourner. L'arc est entièrement en calcaire, seule sa surface était recouverte de marbre sculpté. Les originaux en marbre sont exposés au musée de Tripoli mais certaines ornementations en marbre ont été rétablies, notamment des frises de vigne. Les faces sont décorées avec des victoires ailées de chaque côté des arcades et de grandes frises sur les quatre côtés de l'attique représentant scènes de sacrifice, scènes de bataille et une procession triomphale de Septime Sévère accompagné de ses fils Caracalla et Geta. Les dieux protecteurs de la cité Jupiter et Junon sont représentés sous les traits de l'empereur et de sa femme Julia Domna.

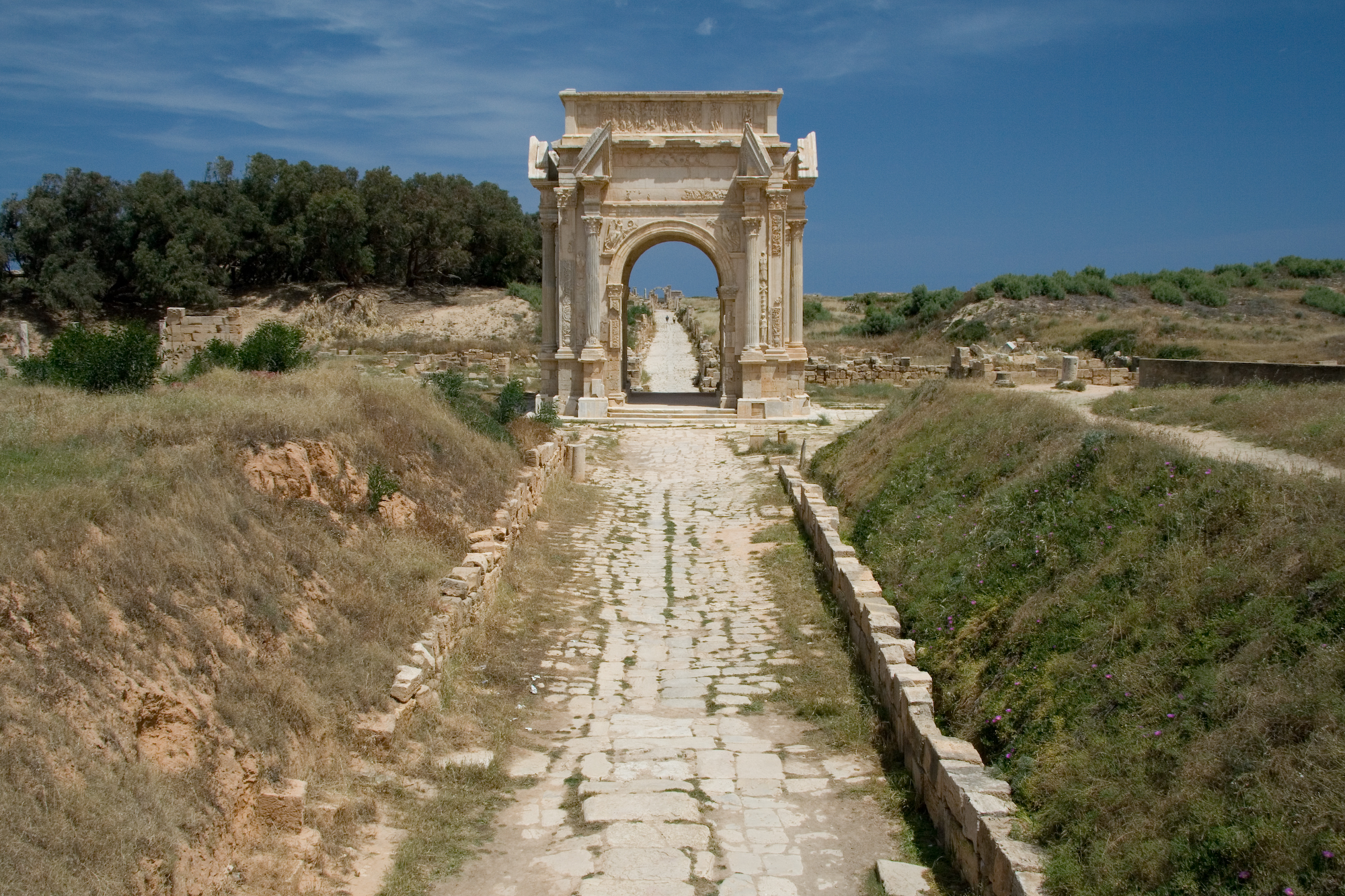
Le cardo, l'arc de Septime Sévère au premier plan et l'arc de Trajan au fond de la perspective.
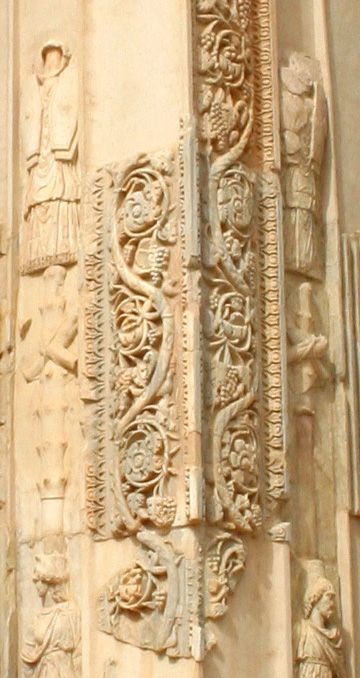
Arc de Septime Sévère (détail)

### Les thermes d'Hadrien
Ces thermes furent inaugurés en 126-127 sous le règne d'Hadrien, puis rénovés sous Commode et sous Septime Sévère. On y entre par une cour d'exercices à colonnades, oblongue, qui mène à une piscine à ciel ouvert autrefois entourée de trois côtés par un portique corinthien en marbre rose. De là, on gagne le frigidarium ou chambre froide qui constituait l'élément essentiel de l'ensemble. Vaste hall bordé de gigantesques colonnes corinthiennes, au sol dallé, aux murs recouverts de marbre et dont le plafond était sans doute peint de couleurs vives. À chacune des extrémités de cette salle, deux piscines à plongeoir. À ce hall succède le tépidarium ou chambre tiède ; un bassin unique central flanqué de deux colonnes de marbre gris ; et au-delà le caldarium ou chambre chaude. Ultérieurement, deux salles de sudation (laconica) symétriques furent construites de chaque côté de la chambre tiède. Les bains sont bordés d'installations annexes dont des vestiaires et des latrines.

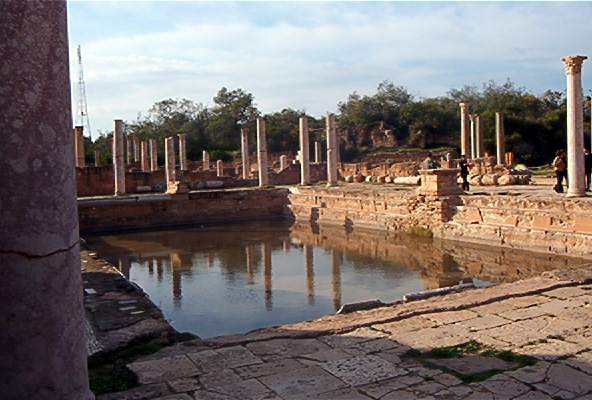
Piscine
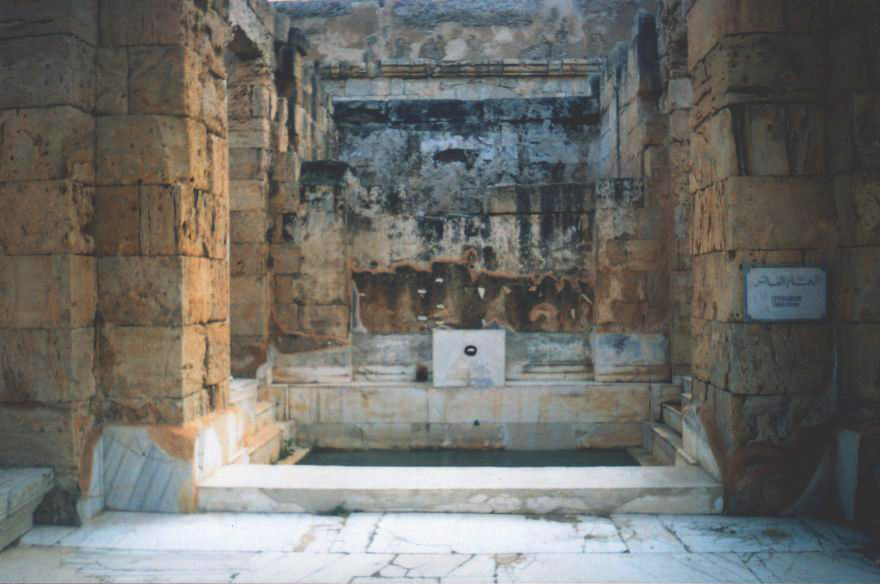
Un bassin
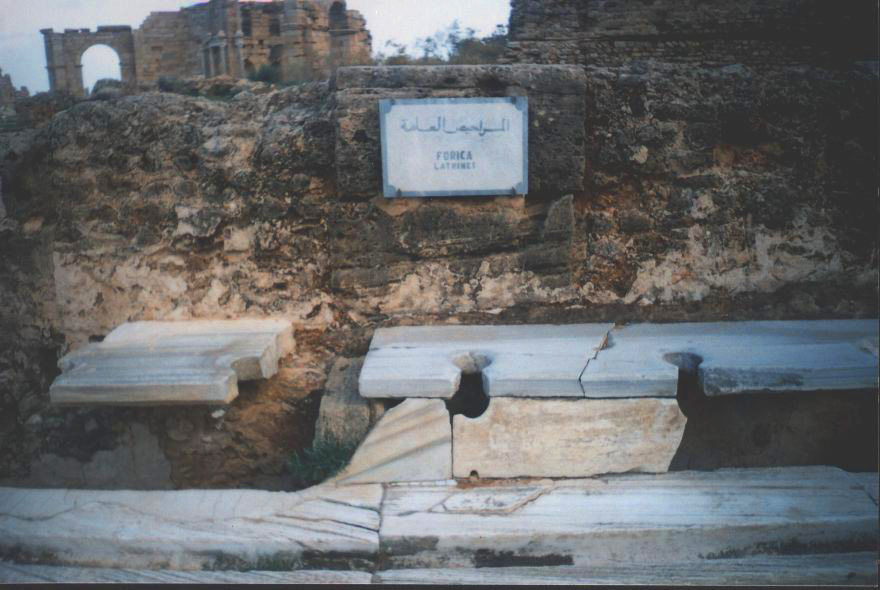
Latrines

### Le nymphée
Le grand nymphée de Leptis Magna est situé au changement de direction de la rue à colonnes et devait masquer l'angle ainsi créé; sa forme semi-circulaire était bien adaptée à une telle fonction urbanistique. Un bassin réservoir agrémenté d'une balustrade était aménagé à l'avant du monument. Cette gigantesque fontaine ornée de revêtements précieux, de colonnes de granit rose et de cipolin vert laissait couler l'eau à partir de niches contenant des statuettes de marbre blanc.

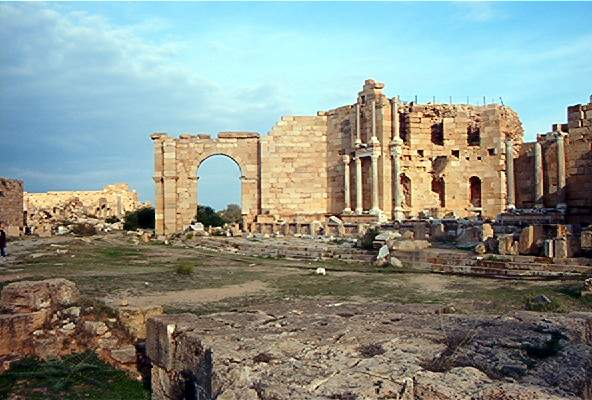
Nymphée
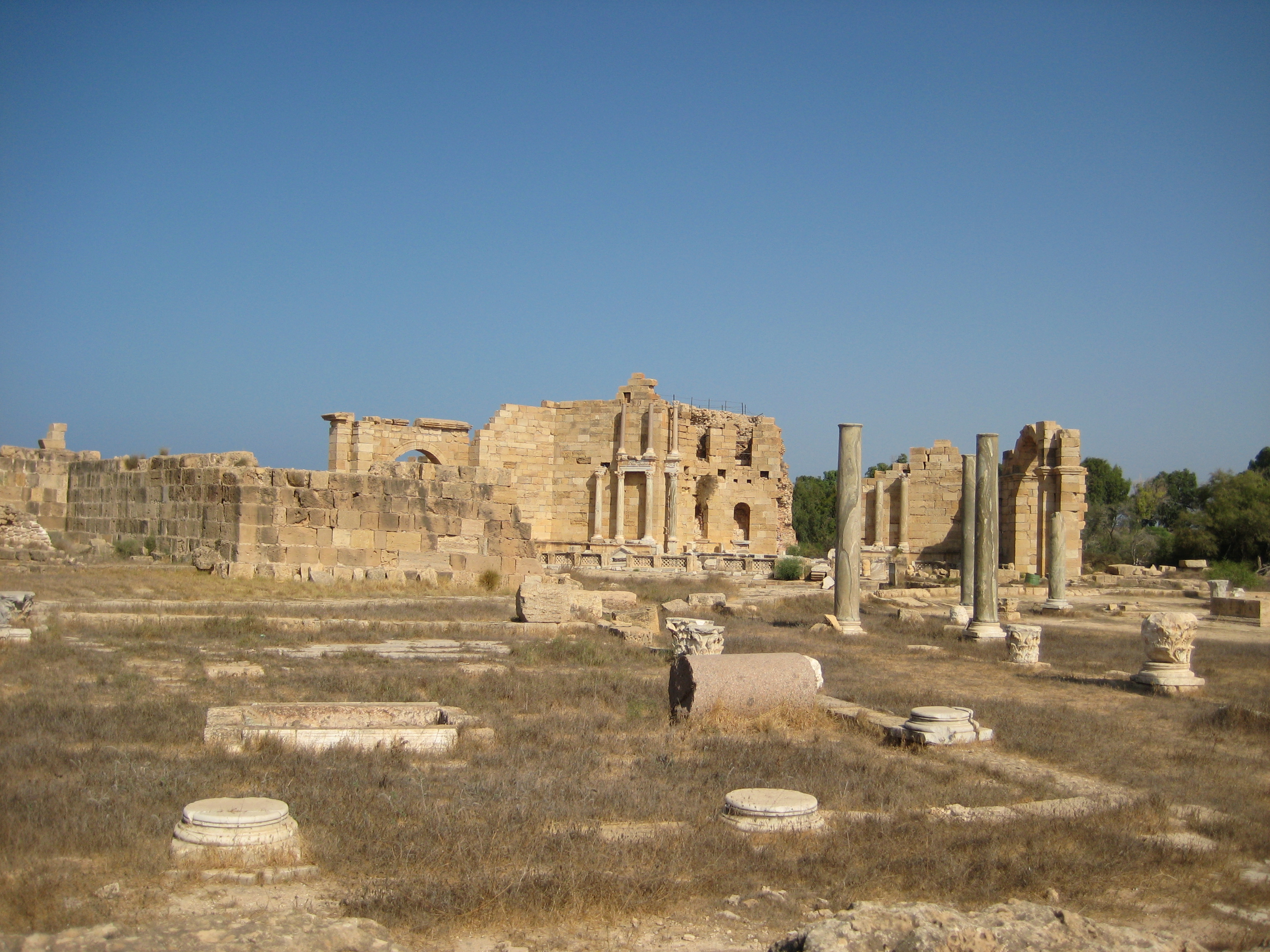
Autre angle de vue du nymphée
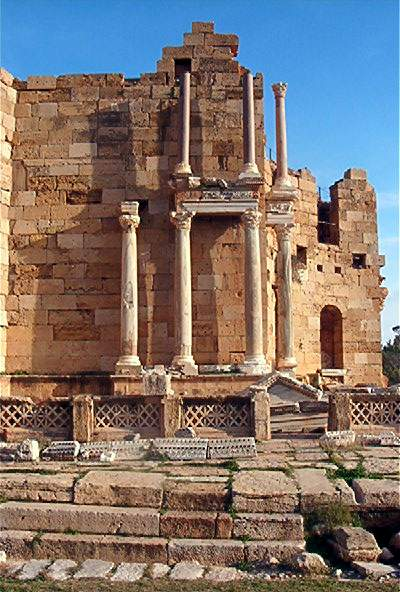
Fontaine

### Rue à colonnades
Des thermes et de la palestre, en passant par la place du nymphée, une avenue de 20,50 m de large, parallèle à l'oued, conduit, sur 420 m, au port. Cette rue était bordée de chaque côté de portiques dont les colonnes, 125 au total, étaient en cipolin vert, montées sur piédestal et ornées de chapiteaux de marbre blanc avec pour motifs lotus et feuilles d'acanthe.

### Forum sévérien
Datant du IIIe siècle, il fut inauguré lors de la visite de l'empereur à sa ville natale. C'est un espace fermé ; vaste quadrilatère dominé par le temple de la famille impériale élevé sur un colossal podium. Cet ensemble monumental constitue, à l'instar de l'ancienne place publique de Leptis Magna ou encore celle de Cyrène, également située dans la province de Tripolitaine, un forum à vocation impériale. Le nouveau forum est une vaste esplanade de 100 m de long sur 60 m de large entourée d'un haut mur de pierre de taille. Le péristyle, pavé de marbre blanc, était décoré de pierres aux couleurs différentes : arcades en cipolin vert et colonnes de granit rose. Des médaillons représentant des têtes de Méduses et des Néréides rehaussent les architraves des arcades. Sur le côté sud-ouest, un escalier pyramidal conduisait au temple Septimien. De l'autre côté, le long du mur séparant le forum de la basilique, une série de boutiques et de bars.
Gisant au sein du « forum novum Severianum » de Leptis Magna, deux statues monumentales représentant le gouverneur Flavius Archontius Nilus ont été retrouvées. Lors de sa découverte, et à l'occasion de prospections ultérieures, le second ouvrage de sculpture s'est révélé être accompagné de deux inscriptions à destination honorifique et rédigées en langue latine. Retranscrite, la première de ces dédicaces, attribuée à la seconde moitié du IVe siècle (aux environs de 355-360), présente le texte suivant :

« v(ir) p(er- fectissimus), cornes et praeses prov(indae) Trip(olitanae). »

— Salvatore Aurigemma, 1940.
Les termes gravés sur la deuxième inscription se présentent ainsi :

« in Severiano foro ad sempiternam posteritatis me moriam constituya. »

— .

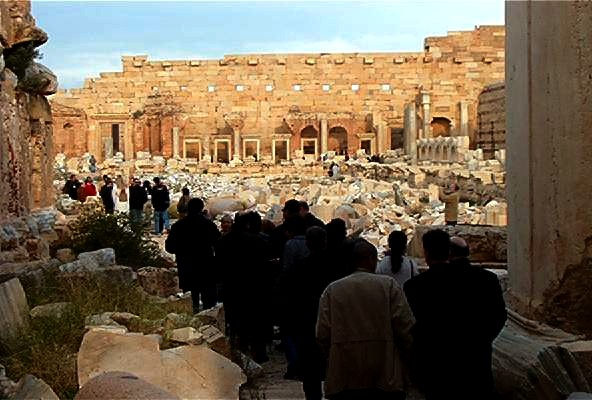
Nouveau forum
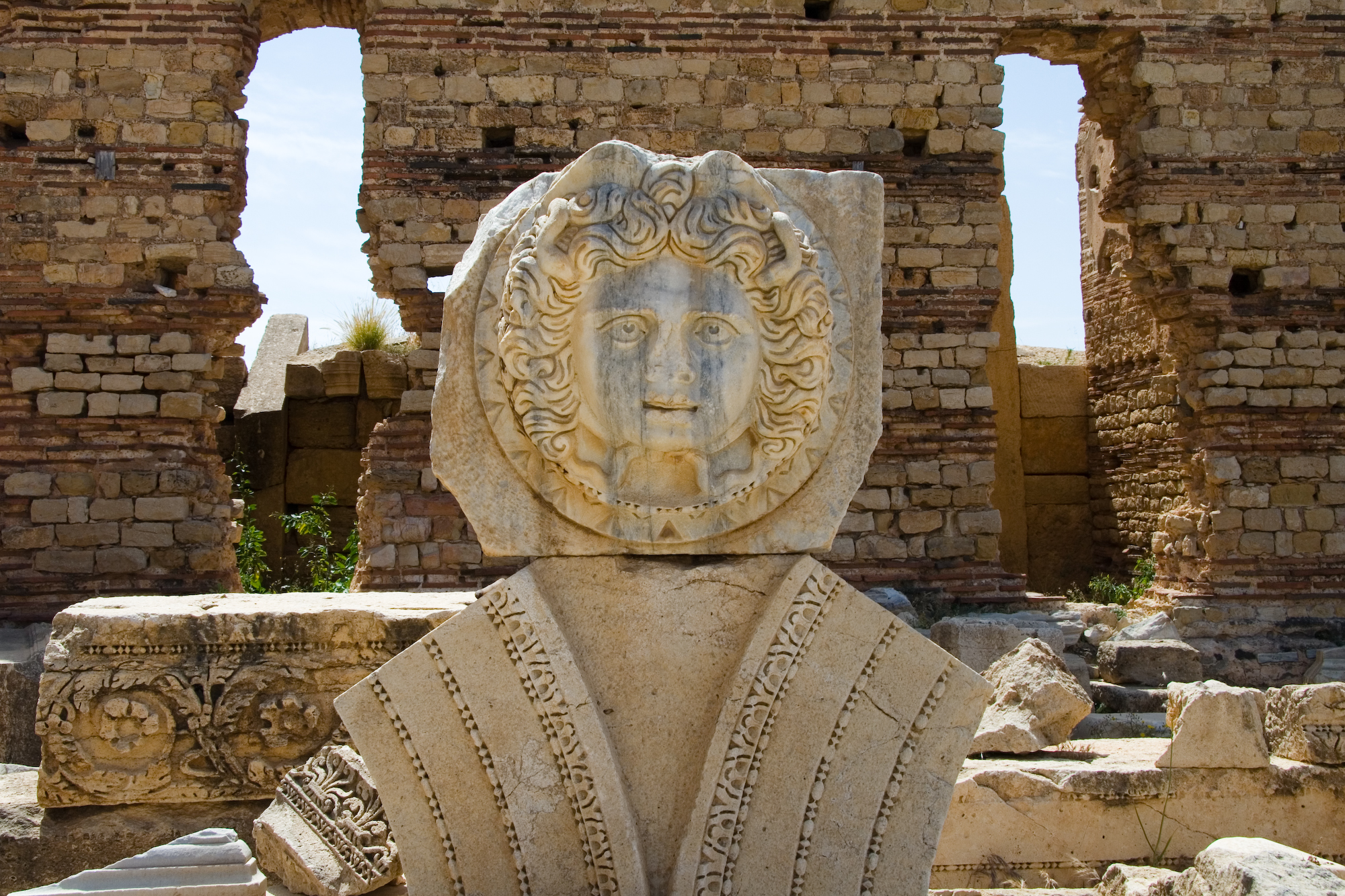
Gorgone sur le forum
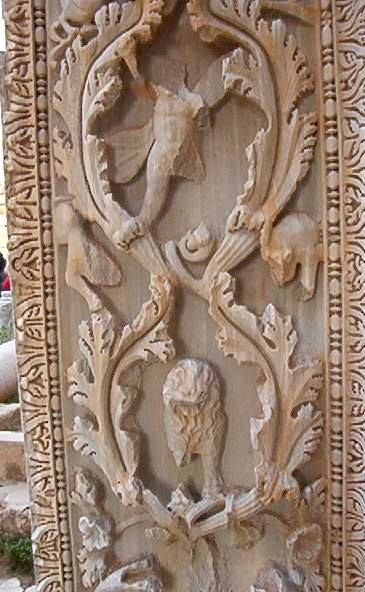
Détail de frise

### La basilique sévérienne
Sorti du forum, on entre dans la basilique qui lui est contigüe. Construite sous Septime Sévère, elle est terminée sous le règne de Caracalla. Vaste quadrilatère de 92 × 42 m, la basilique présente deux absides, orientées nord-ouest et sud-est, et trois nefs séparées par deux rangées de colonnes corinthiennes en granit rose. Les colonnades des nefs latérales comportaient deux étages au-dessus desquels s'élevaient probablement des galeries en bois. La nef centrale devait être plus haute formant une sorte de claire-voie pour laisser entrer la lumière. Les niches des deux absides à l'extrémité de la nef centrale abritaient des statues. Chaque abside est dotée de deux pilastres sculptés de motifs illustrant Dionysos (abside nord) et les travaux d'Hercule (abside su sud), les deux patrons de la ville.

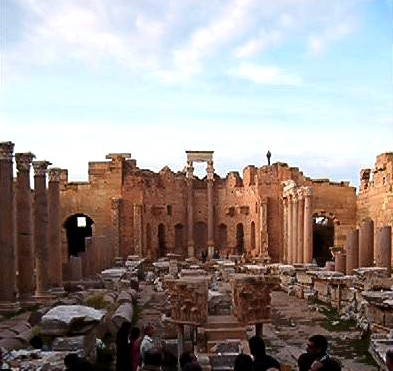
Basilique sévérienne
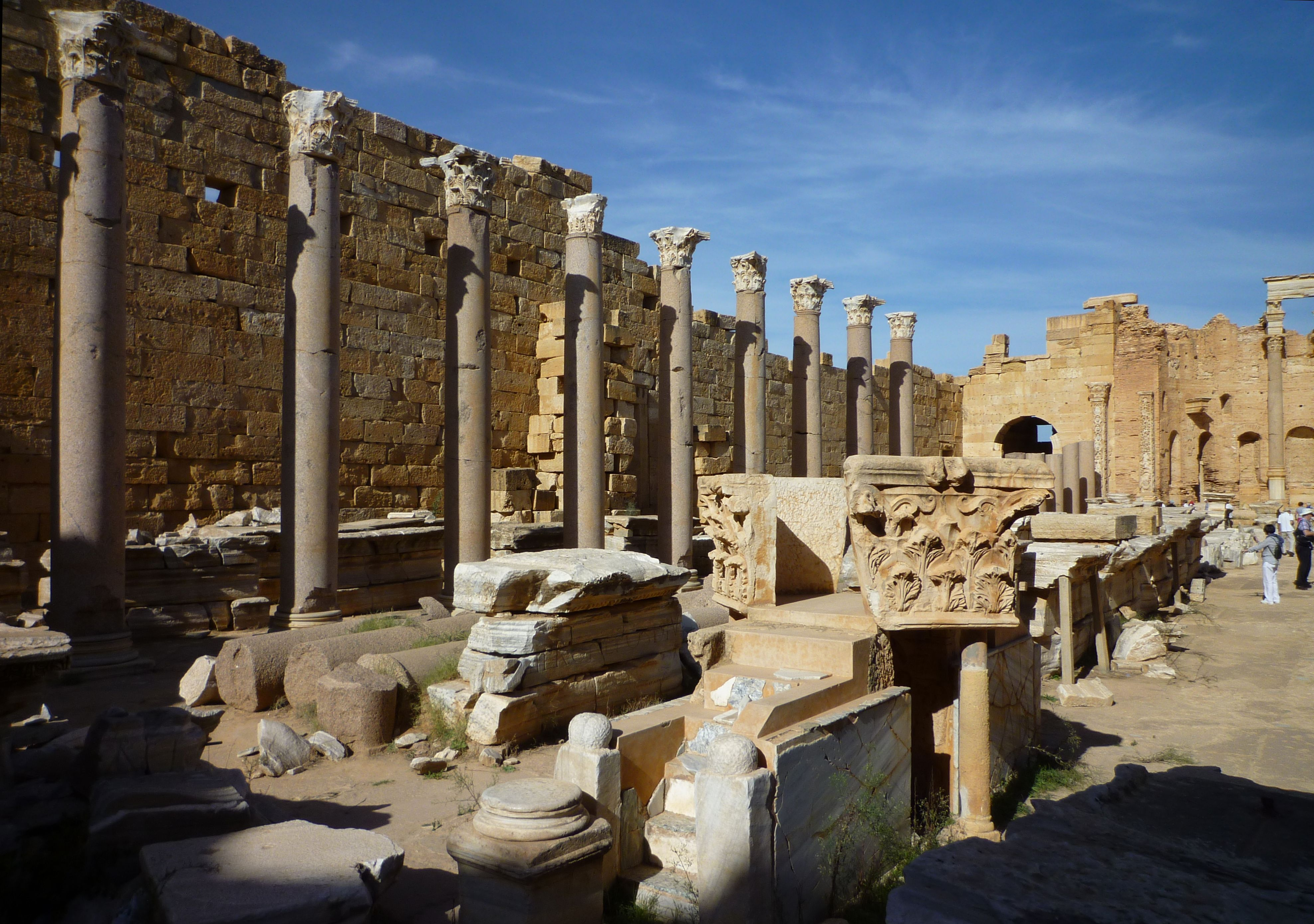
Mur sud de la basilique sévérienne
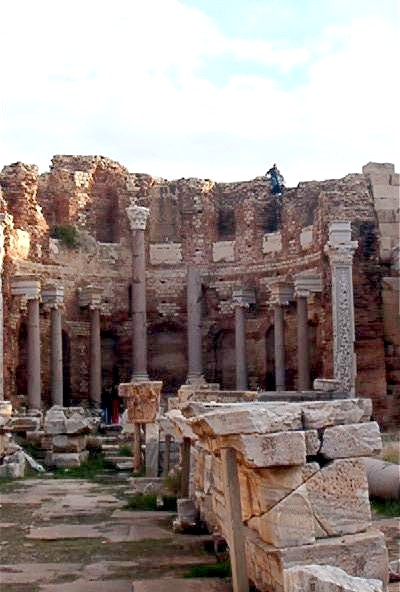
Abside côté est de la basilique sévérienne

### Forum vetus (vieux forum)
Le vieux forum fut construit sous le règne d'Auguste à l'emplacement du marché carthaginois. Il est ceinturé au nord par les temples de Liber Pater, de Rome et Auguste et d'Hercule construits sur des podiums; au sud par la basilique et la curie; à l'ouest par une église.

### Le théâtre

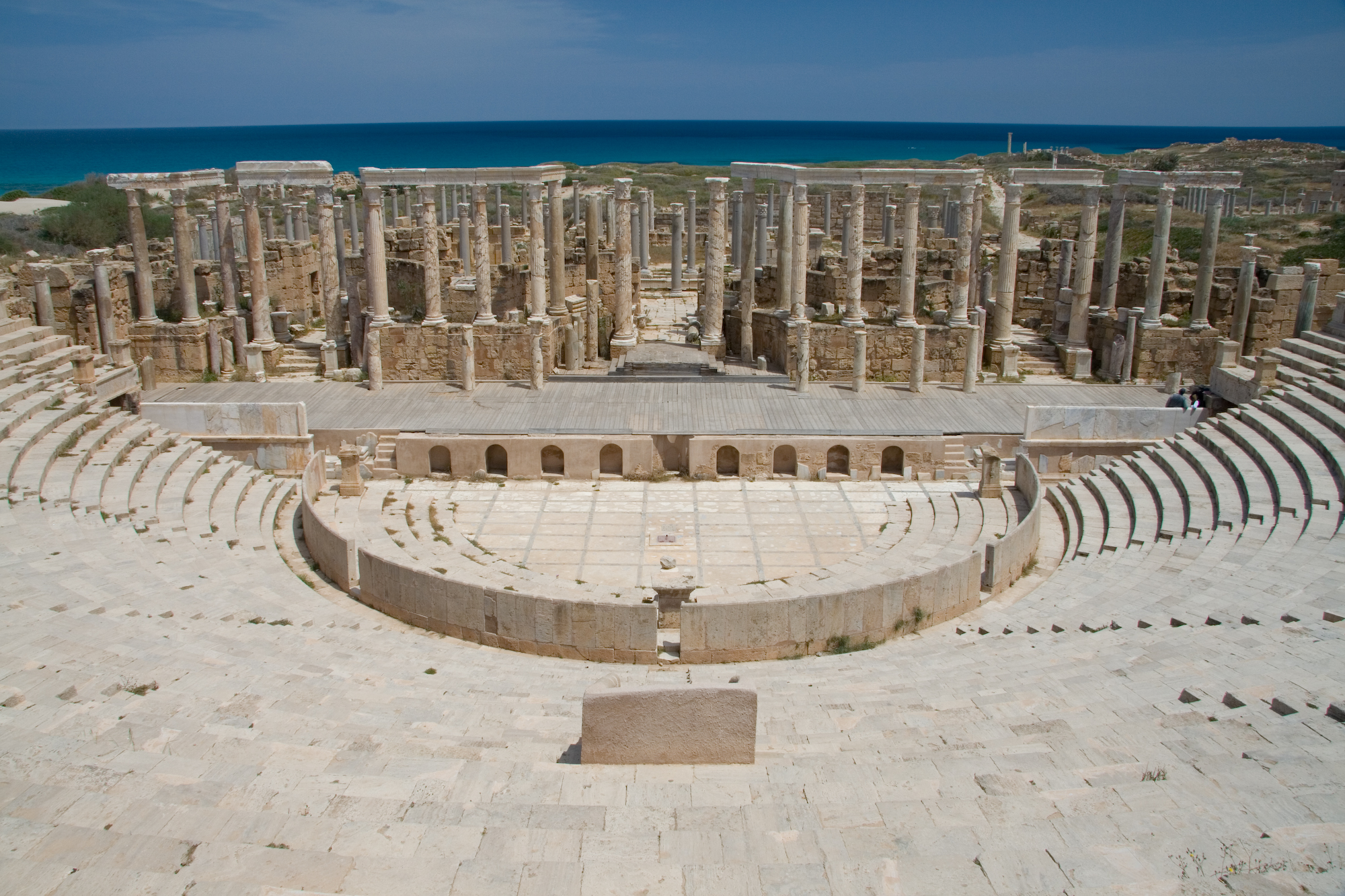
Théâtre de Leptis Magna

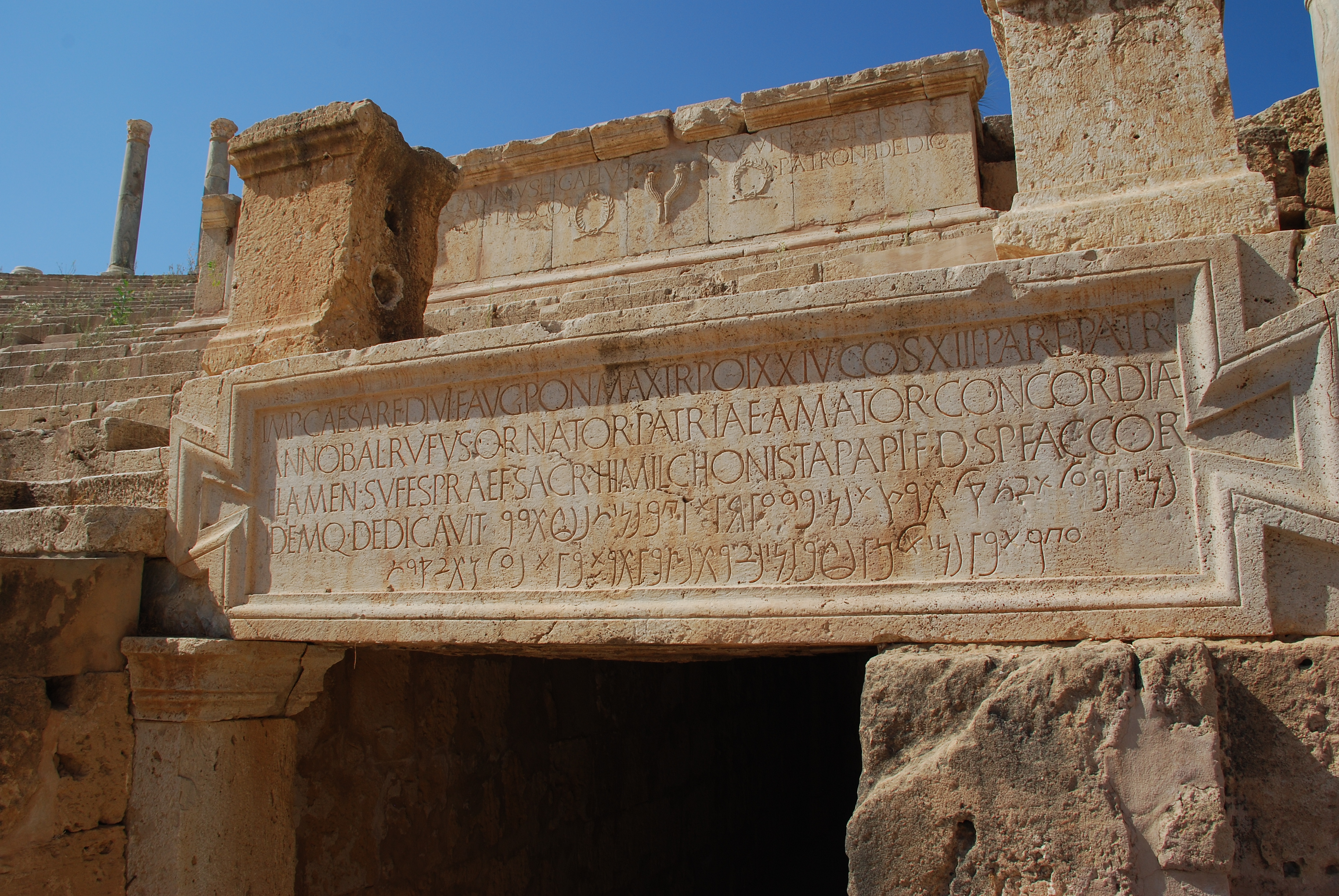
Plaque dédicatoire à Annobal Rufus

Bâti sur la nécropole punique, le théâtre fut construit sous Auguste et agrandi au IIe siècle apr. J.-C.. L'architecture de ce monument dédié au spectacle est en tous points élaborée d'après les douze principes du traité vitruvien (De architectura).
Le théâtre romain, de style architectural romain et large d'environ 87,60 mètres, est pourvu d'une vaste cavea. Regardant vers la mer, l'observateur domine le théâtre, ses gradins en hémicycle, son orchestre (orchestra) semi-circulaire et les débris de la scène autrefois revêtue d'un plancher sonore. La série de colonnes d'arrière-scène correspondait au mur de scène d'une hauteur de trois étages avec ses galeries et balcons alternants et sa façade de colonnes corinthiennes. Elle comportait trois portes, entrées des artistes et derrière cet ensemble se trouvait le foyer et les réserves. Au-dessus des deux vomitoria latéraux une inscription en latin rappelle la générosité du citoyen Annobal Rufus qui fit don de ce théâtre à sa cité (1-2 apr. J.-C.),. Tout à l'arrière, des colonnades en rang serré délimitent un quadrilatère entouré d'un portique qui était une sorte de foyer en plein air.

### Le marché
Près du cardo maximus, le marché ou macellum fut aménagé  en 9 av. J.-C., aux frais du même Annobal Rufus, comme l'atteste une plaque dédicatoire. Le marché était un rectangle d'environ 100 m de long. Au centre, deux kiosques circulaires, posés sur une plate-forme octogonale à degrés, sont entourés de colonnes ioniques. Des boutiques ont été adjointes à trois des portiques périphériques. Entre les deux pavillons, il subsiste des tables de mesure de capacité et de longueur. Le marché fut partiellement reconstruit et embelli en l'an 200, sous Septime Sévère.

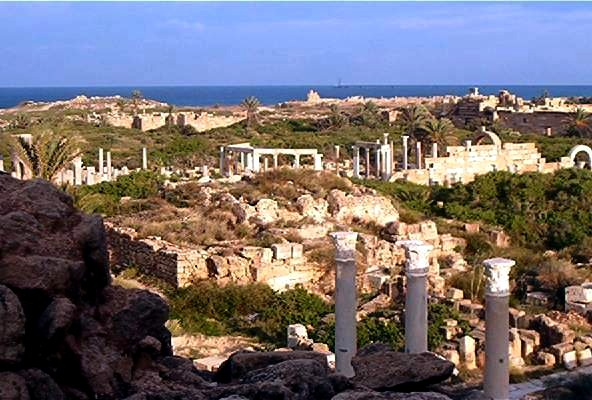
Le marché vu des gradins du théâtre
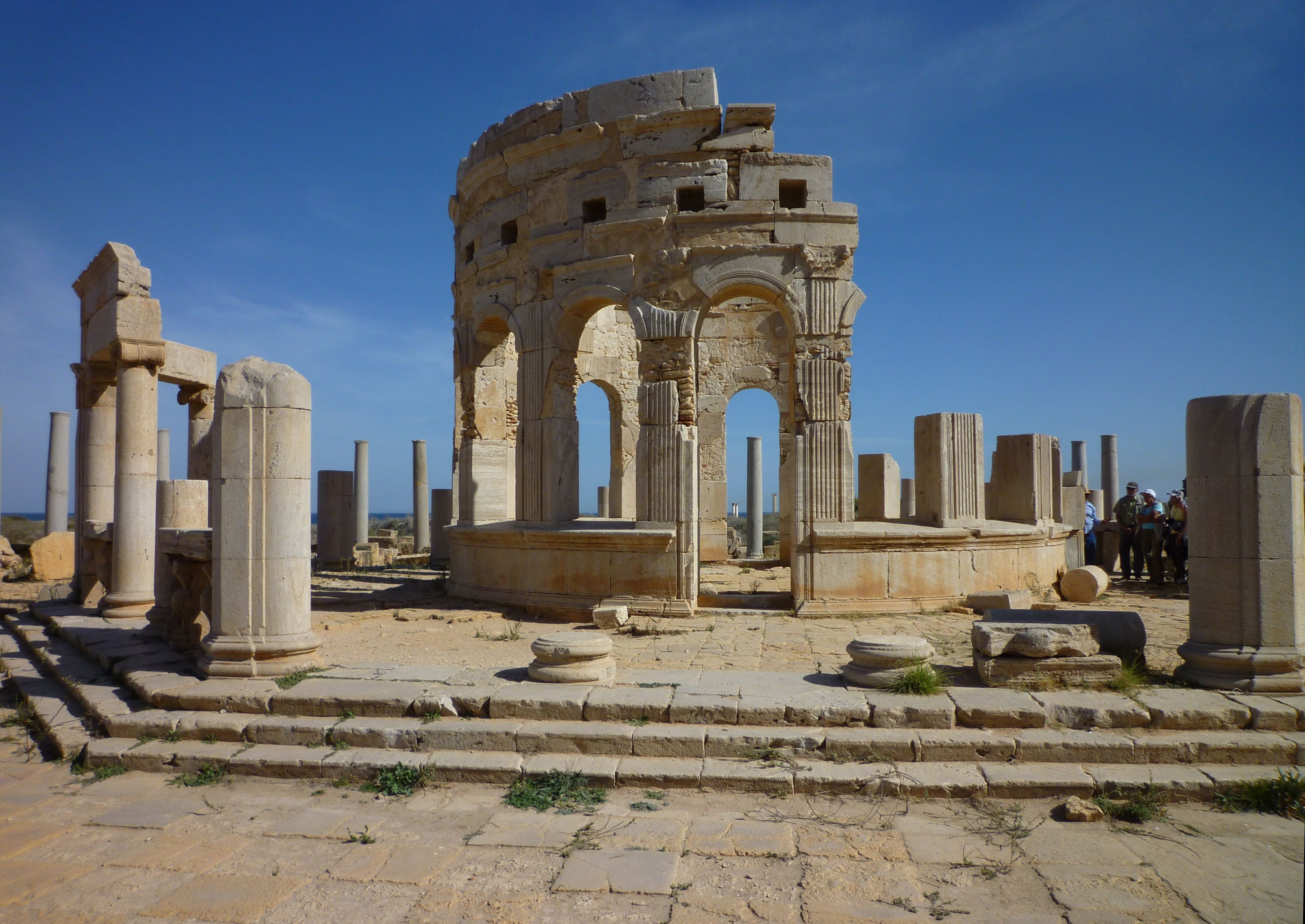
Kiosque nord du marché
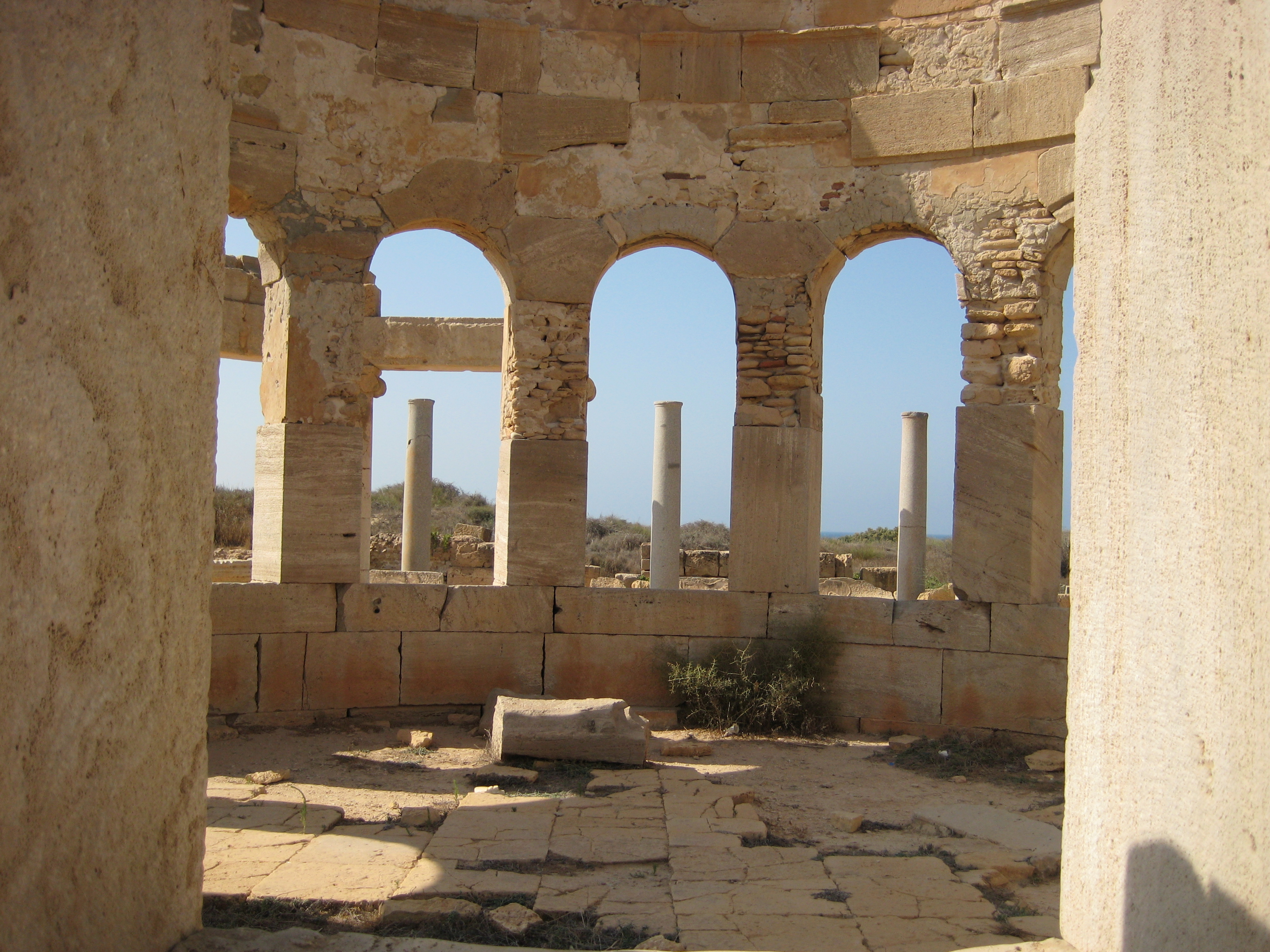
Kiosque nord du marché (détail)
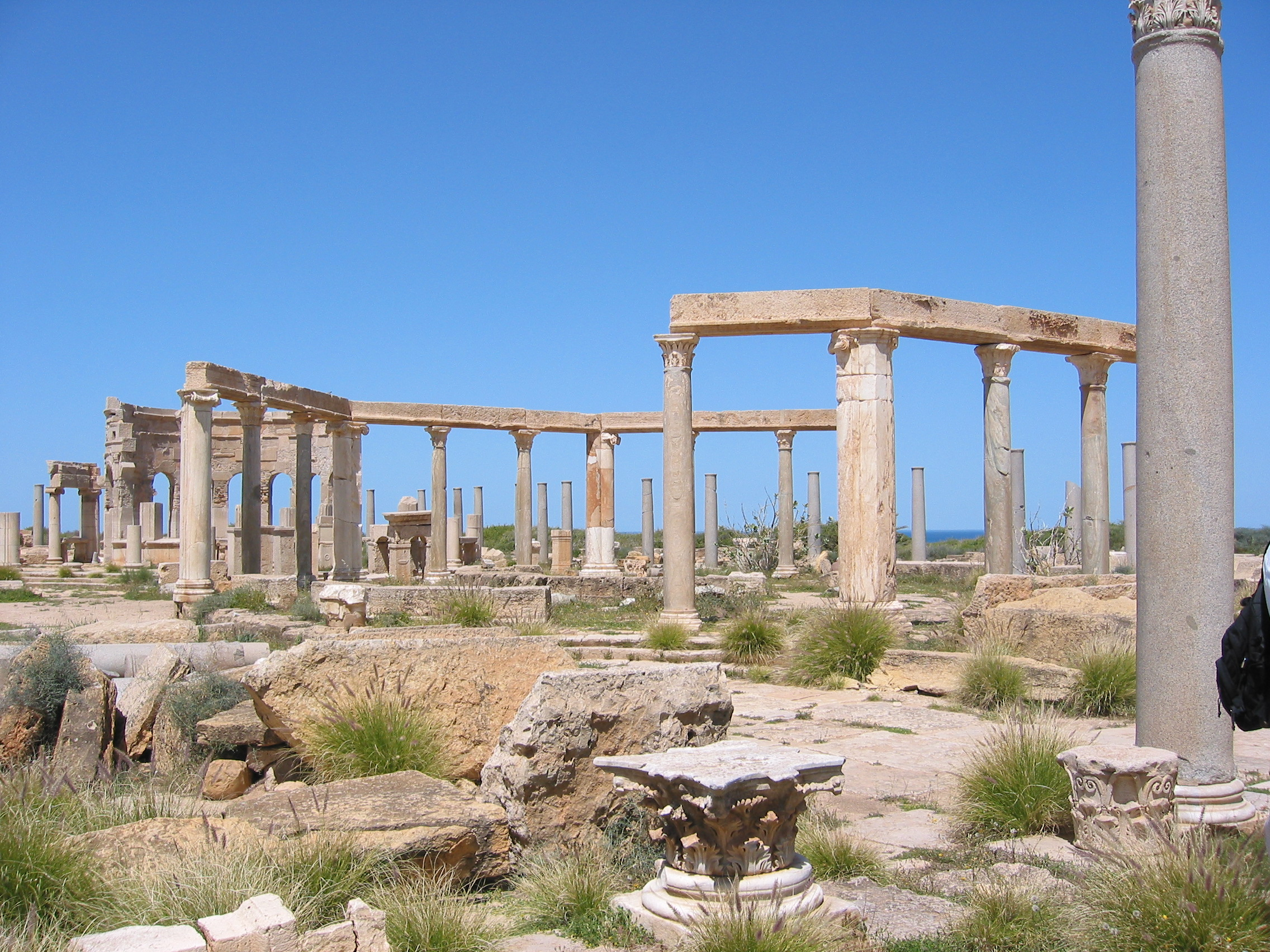
Kiosque sud du marché
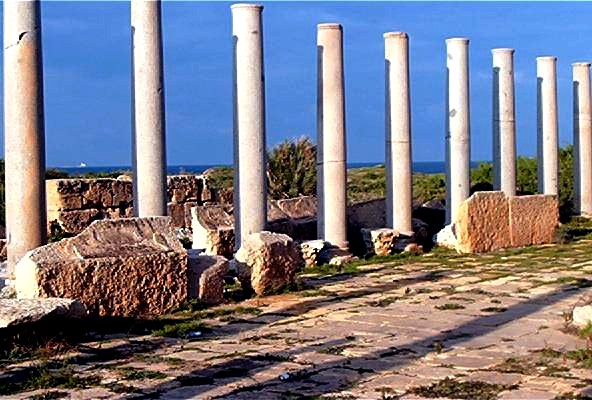
Colonnade bordant le macellum

### Chalcidicum

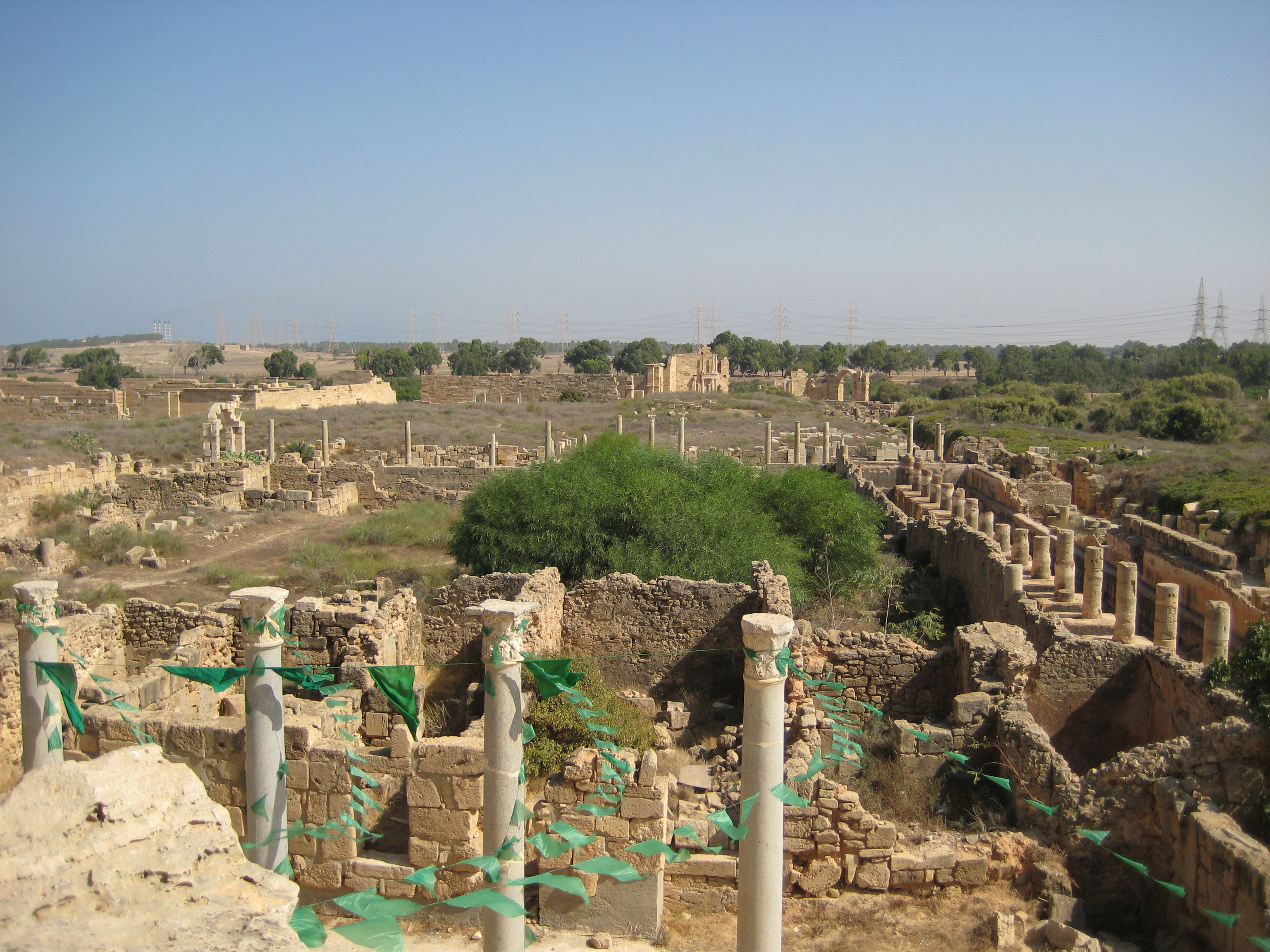
Le chalcidicum vu du théâtre.

L'édifice, financé par un riche citoyen d'origine punique, Iddibal Caphada Aemilius (statue conservée au musée de Tripoli), a été consacré en 12 à la divinité d'Auguste. C'est un vaste espace à ciel ouvert avec portiques et magasins qui faisait office de centre commercial. Il doit son nom à un petit sanctuaire dédié à Vénus Chalcidica.

### Les thermes de la chasse
Les thermes de la chasse sont situés en périphérie de la cité, vers l'ouest. C'est un établissement de bains datant probablement du IIe siècle qui a été conservé sous les sables dans un état remarquable. En dehors de leurs voûtes et leurs dômes, ces thermes ont peu de choses à montrer de l'extérieur. C'est à l'intérieur qu'ils sont richement décorés. La première salle, chambre froide, présente au niveau de la voûte, les restes d'une fresque représentant une scène de chasse d'où le nom de l'édifice. Chambres tiède et chaude lui font suite, bordées de conduites en tuiles creuses amenant l'air chaud depuis la chaufferie.

### Hippodrome
Le Cirque ou Hippodrome  été établi le long de la côte en 162, sous le règne de Marc Aurèle. S'étendant sur 450 x 100 m, il pouvait accueillir 25 000 spectateurs. Les tribunes sont partiellement conservées, mais il ne reste que peu de vestiges de l'épine centrale et des stalles de départ.

### Amphithéâtre
Édifié en 56, l'Amphithéâtre de Leptis Magna pouvait contenir quinze mille spectateurs.

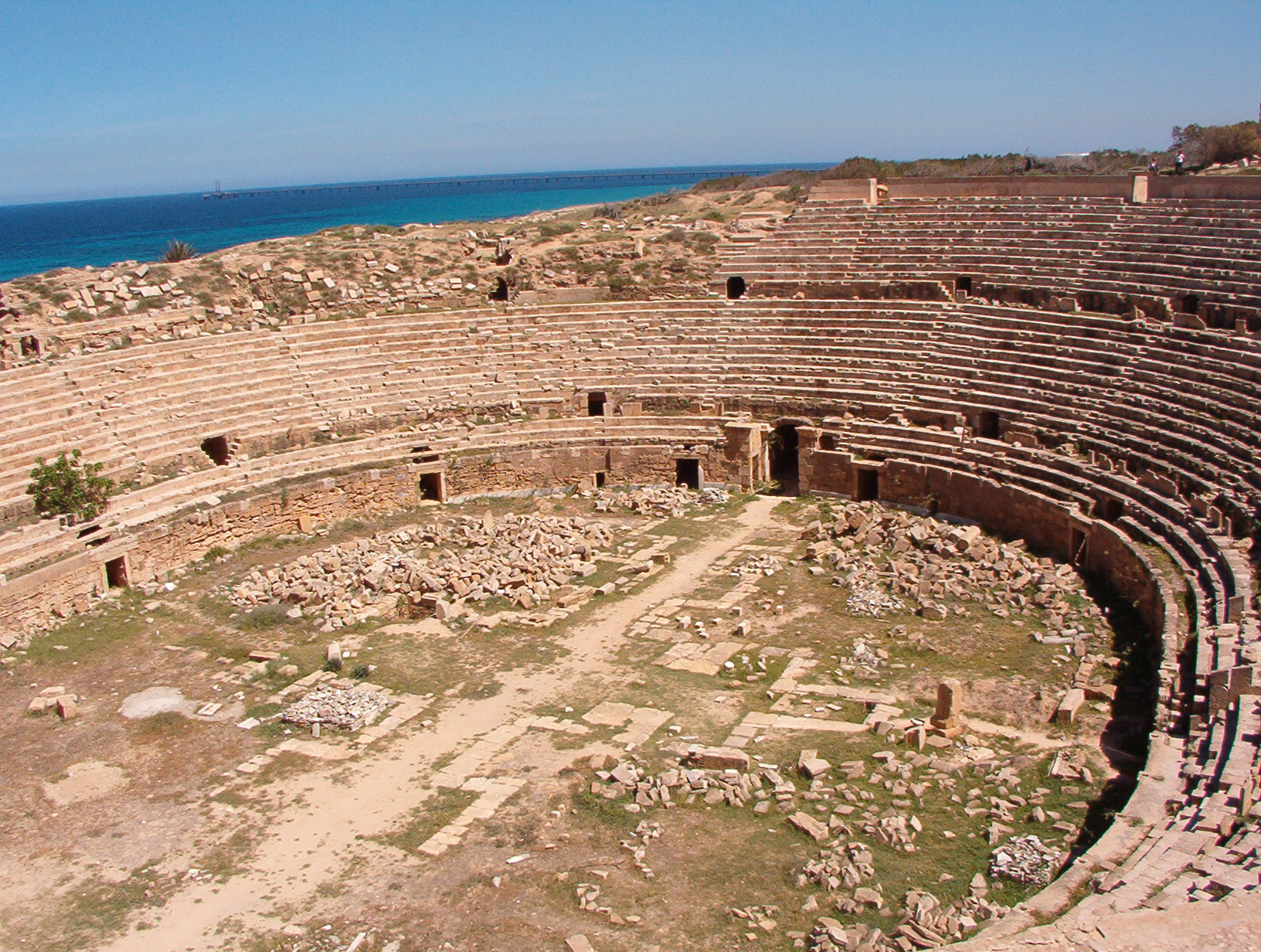
Amphithéâtre
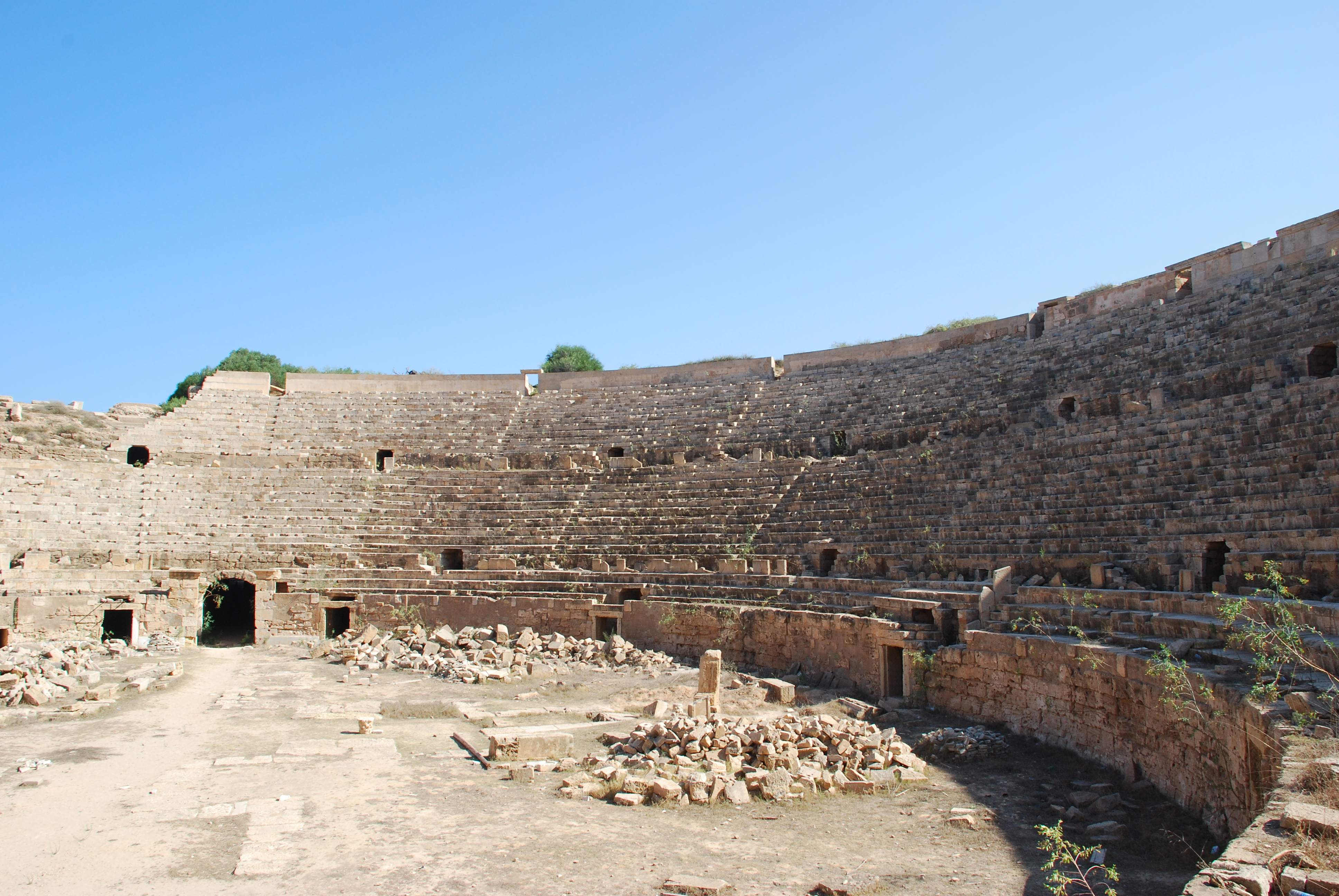
Amphithéâtre
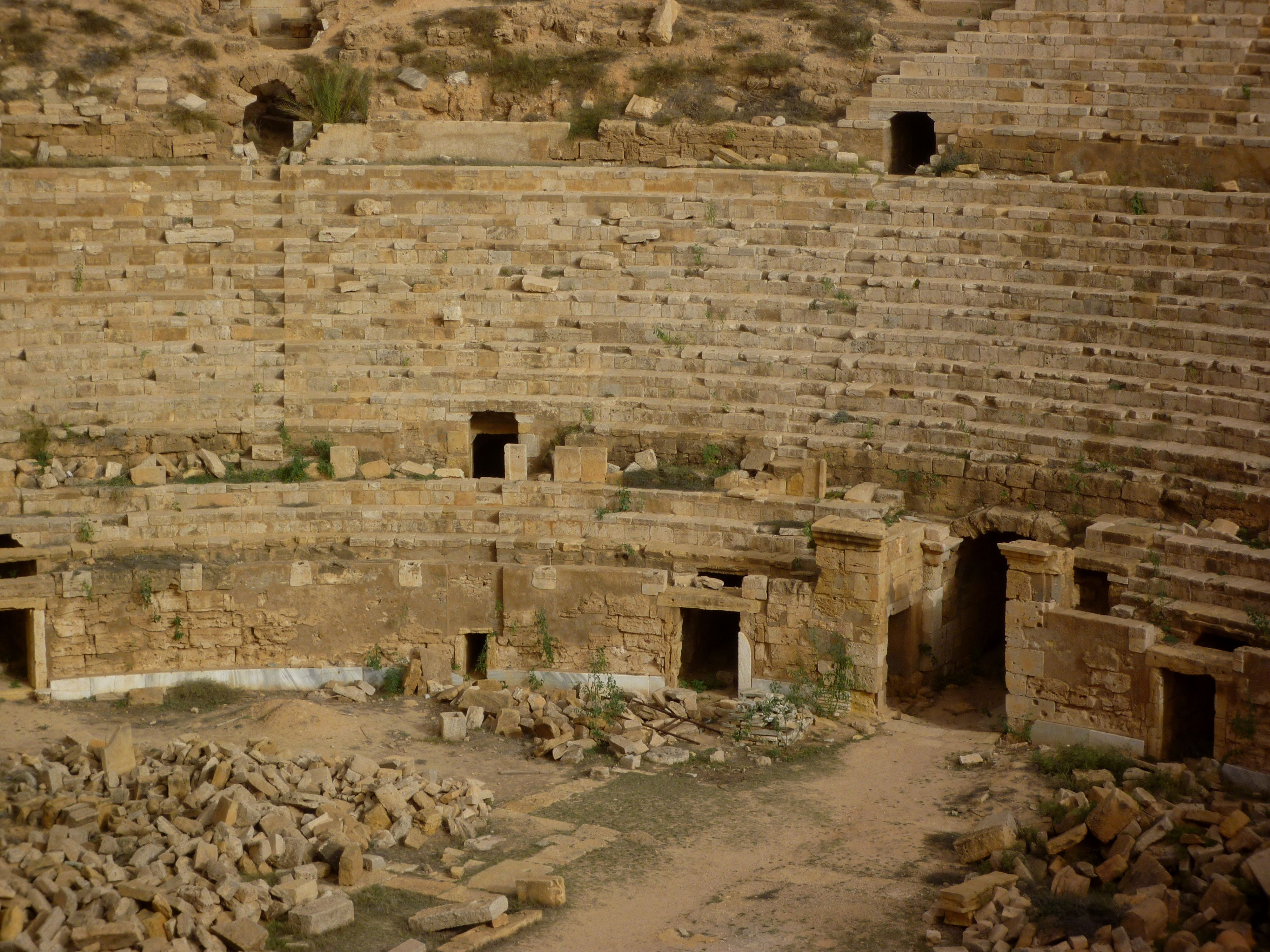
Détail
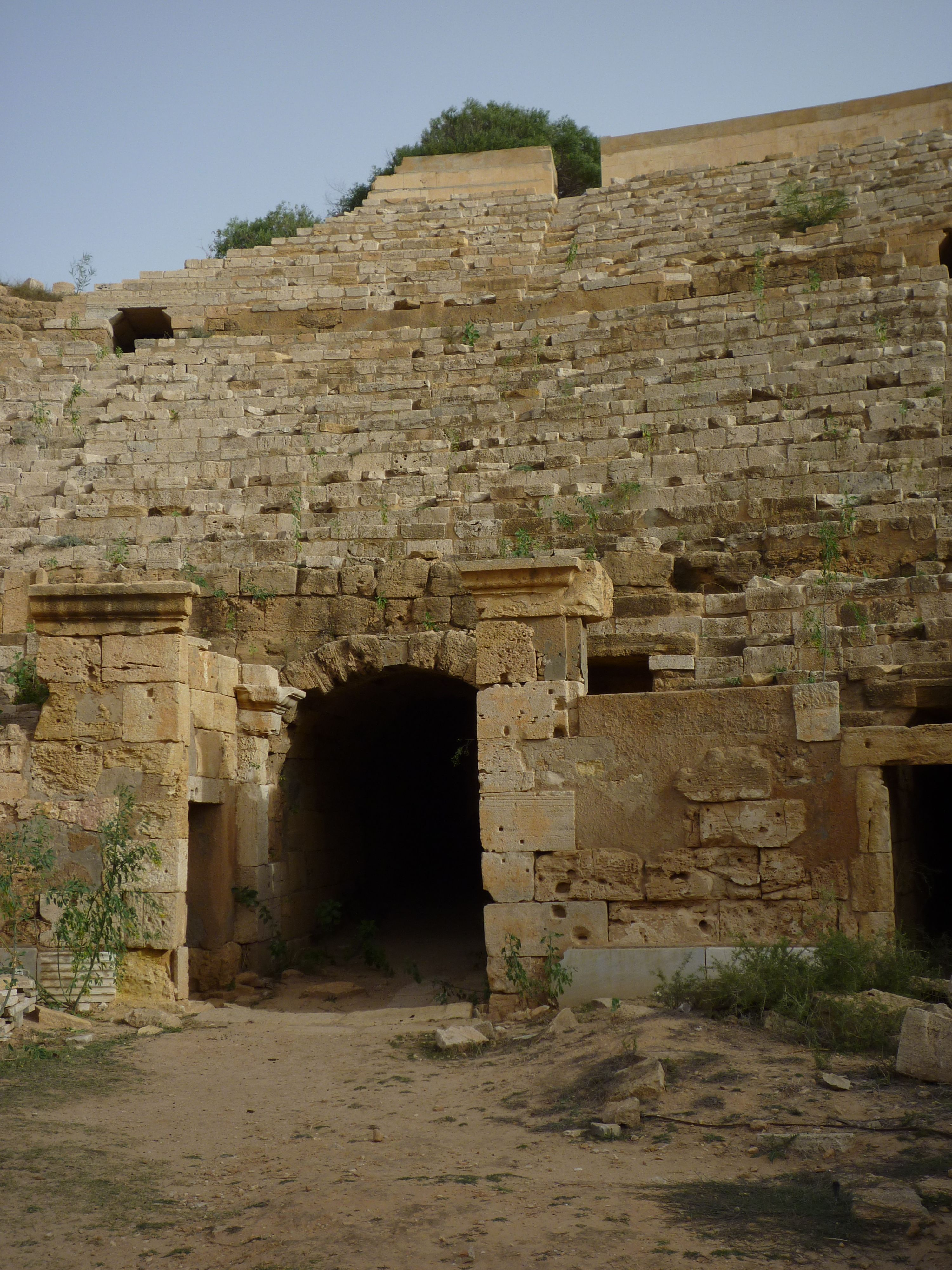
Détail

### Nouvelles découvertes en 2005
En juin 2005, les archéologues de l'université de Hambourg travaillant sur la côte libyenne ont découvert une mosaïque très colorée de neuf mètres de long, parmi cinq mosaïques des Ier et IIe siècles. Les mosaïques montrent avec une exceptionnelle clarté un guerrier combattant un cerf, quatre jeunes hommes luttant avec un taureau au sol, et un gladiateur fatigué fixant son opposant vaincu. Les mosaïques décoraient les murs du frigidarium des thermes d'une villa romaine sur le wadi Lebda à Leptis Magna. Les experts notent que la mosaïque au gladiateur est un des plus beaux exemples de mosaïque figurative: un "chef-d'œuvre comparable à la mosaïque d'Alexandre de Pompeii". Les mosaïques ont été découvertes en 2000, mais ont été tenues secrètes afin d'éviter le pillage. Elles sont actuellement exposées au musée de Leptis Magna.

#### Ouvrages généraux
- André Laronde et Jean-Claude Golvin, L'Afrique Antique, Paris, Tallandier, 2000.
- Ginette Di Vita-Évrard, « IRT 520, le proconsulat de Cn. Calpurnius Piso et l'insertion de Lepcis Magna dans la provincia Africa », L'Afrique dans l'Occident romain (Ier siècle av. J.-C. - IVe siècle ap. J.-C.) Actes du colloque de Rome (3-5 décembre 1987) Rome : École Française de Rome, 1990. p. 315-331. (Publications de l'École française de Rome, 134)
- Robert Polidori, Antonino Di Vita, Ginette Di Vita-Evrard, Lidiano Bacchielli, La Libye antique, Éditions Mengès, 1998  (ISBN 2-8562-0400-7)
- A. Laronde et G. Degeorge, Leptis Magna : la splendeur et l'oubli, Paris, Hermann, 2005, avec des cartes et des reconstitutions.
- Claude Lepelley, Les cités de l'Afrique romaine au Bas-Empire, t. 2, Paris, Études augustiniennes, 1981, p. 335-368 (avec une notice d'une trentaine de pages sur l'histoire de la ville au Bas-Empire et des rappels sur le Haut-Empire).
- Roger Wood, Sir Mortimer Wheeler, L'Afrique romaine, Arthaud, Grenoble, 1966.
- Les biographies de Septime Sévère.
- Aude de Tocqueville et Karin Doering-Froger, Atlas des cités perdues, Paris, Arthaud, 2014, 143 p. (ISBN 978-2-08-131468-9), p. 24

#### Ouvrages spécialisés
- Renato Bartoccini, Il Porto Romano di Leptis Magna, Boll. Centro Studi per la storia dell’ architecttura, no 13, suppl. al 1958, Roma, 1958.
- (en) Lisea Galea, « The architecture and sculpture of the Roman theatres of Sabratha and Leptis Magna », academia,‎ 2016, pages (lire en ligne, consulté le 26 décembre 2016).
- (it) Patricio Pensabene, « La Porta Oea e l’Arco di Marco Aurelio a Leptis Magna: contributo alla definizione dei marmi e del loro costo, delle officine e delle committenze », Quaderni di Archeologia Della Libya, vol. 18,‎ 2003, p. 341-367.